# Sirião

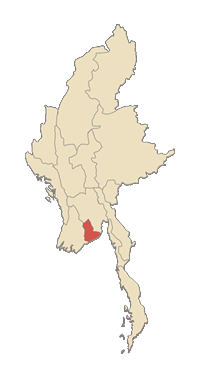

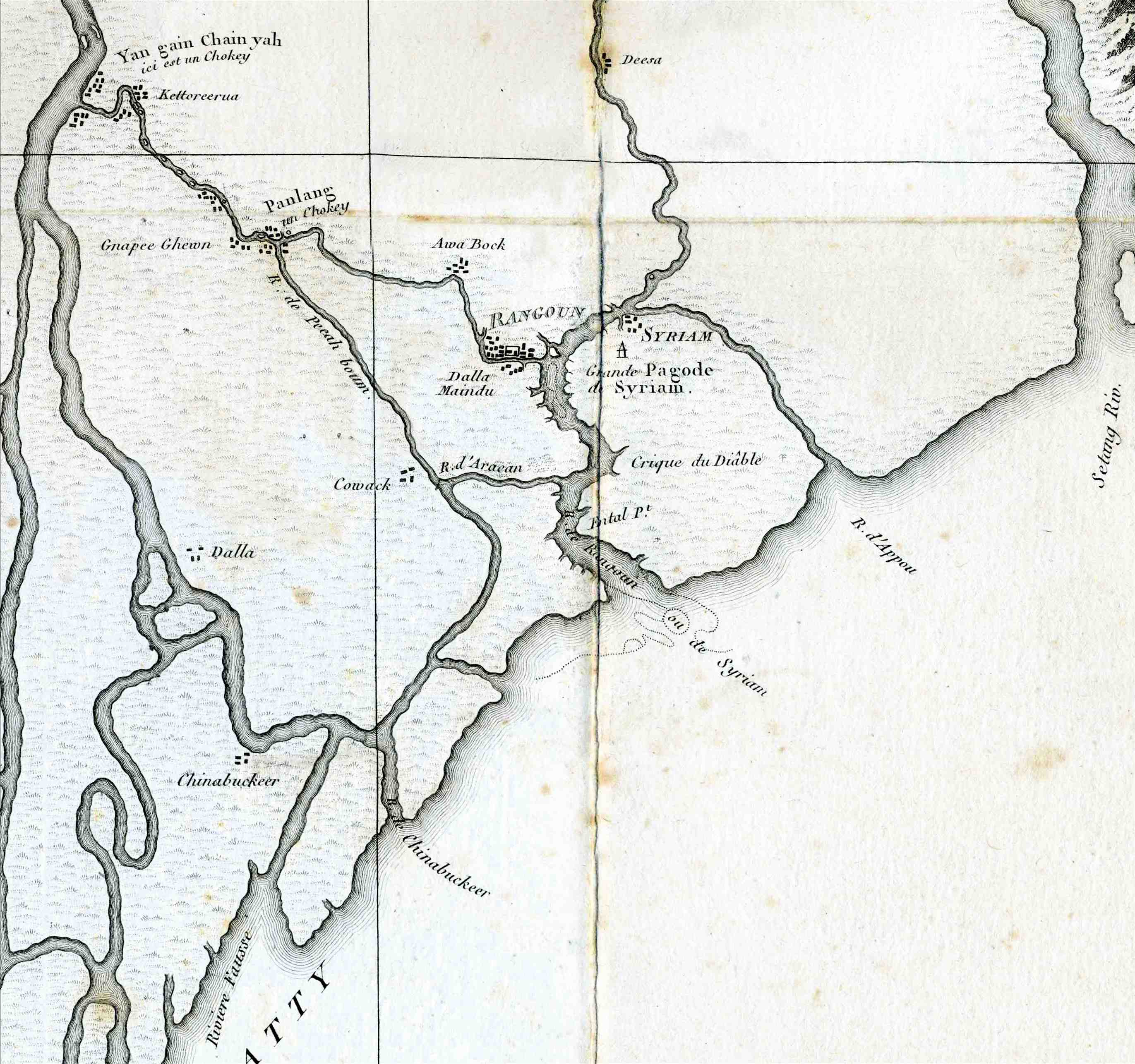
Sirião ou Syriam in: Carta do Rio Irauádi (Thomas Wood, 1795). Relation de l'Ambassade anglaise envoyée dans le royaume d'Ava, par la major Michel Symes. Paris, Buisson, AN IX (1800)

Thanlyin (em Birmanês သန်လျင်မြို့), antigamente conhecida pelo nome de Syriam (ou mesmo Siriangh), em português Sirião, é uma vila da divisão de Rangum na Birmânia (Mianmar). É um porto da maior importância na confluência do rio Bago, ou rio Pegu e de um dos numerosos braços do Rio Irauádi (que aí chama-se rio Rangum), que formam o imenso delta do mesmo nome.

## História
Em fins do século XVI e princípios do século XVII Sirião serviu como base aos comerciantes portugueses, entre os quais se destacaram Filipe de Brito e Nicote e Salvador Ribeiro de Sousa. Filipe de Brito, representante oficial do rei do Arracão, comportava-se na realidade como um Senhor da Guerra, oferecendo por vezes os seus serviços aos Mon nas suas guerras contra os Birmaneses. Todavia tinha saqueado Pegu em 1599. Sirião foi tomado pelos birmaneses em 1613 e Brito executado.
Sirião conservou-se como um porto importante na região até à sua destruição pelo rei Alaungpaya em 1756.

## Petróleo
A "Indo-Burma Petroleum Company" e a "British Burmah Petroleum Company" tinham fábricas em Sirião e transportavam a maior parte do petróleo enviado às suas refinarias  por chatas via o Rio Irauádi.  A fábrica da "Burmah Oil Company" em Sirião tinham uma capacidade diária de 800,000 galiões. A fábrica da "Indo-Burma Petroleum Company's" estava situada algumas milhas mais abaixo, no rio Rangoon. FONTE: Vida Econômica Birmanesa por J. Russell Andrus

## Centros de interesse
- Pagode Kyaik Kauk
- Ruínas portuguesas
- Pagode Kyauktan Ye Le - encontra-se numa ilha ao sul de Sirião. Terá sido inicialemente construído pelo rei Zeyasana no terceiro milénio a.C.. Conserva uma importante colecção de pinturas, esculturas e outros objectos de arte Budistas.